# Transparent Network Substrate
Dans le domaine des réseaux informatiques, le Transparent Network Substrate (TNS) est un standard de communication pair à pair. Dans un réseau hétérogène, il permet de présenter la partie réseau comme transparente pour la couche application.
TNS est notamment utilisé par les bases de données Oracle.